# Aufsatzzügel

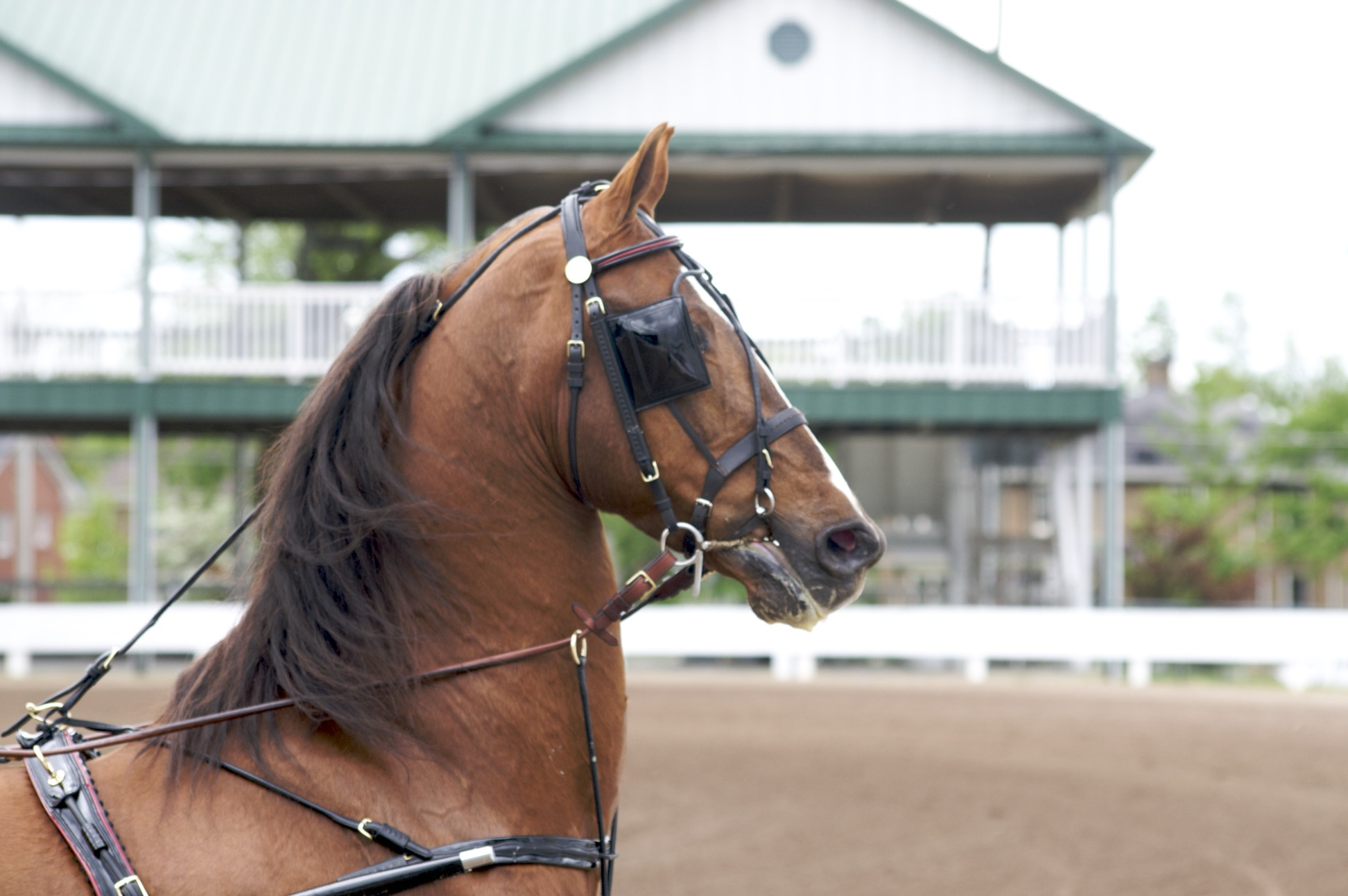
Aufsatzzügel beim US-amerikanischen Pleasure Harness, der Aufsatzzügel ist so kurz verschnallt, dass er das scharfe Aufsatzzügelgebiss im Maul hochzieht, das Martingal ist so kurz verschnallt, dass es die Leinen bricht, das Pferd hat keine Bewegungsfreiheit und kann nicht entspannt gehen, die Kopfhaltung ist hoch und der Unterhals herausgedrückt, Leinenaugen nur am Kammdeckel

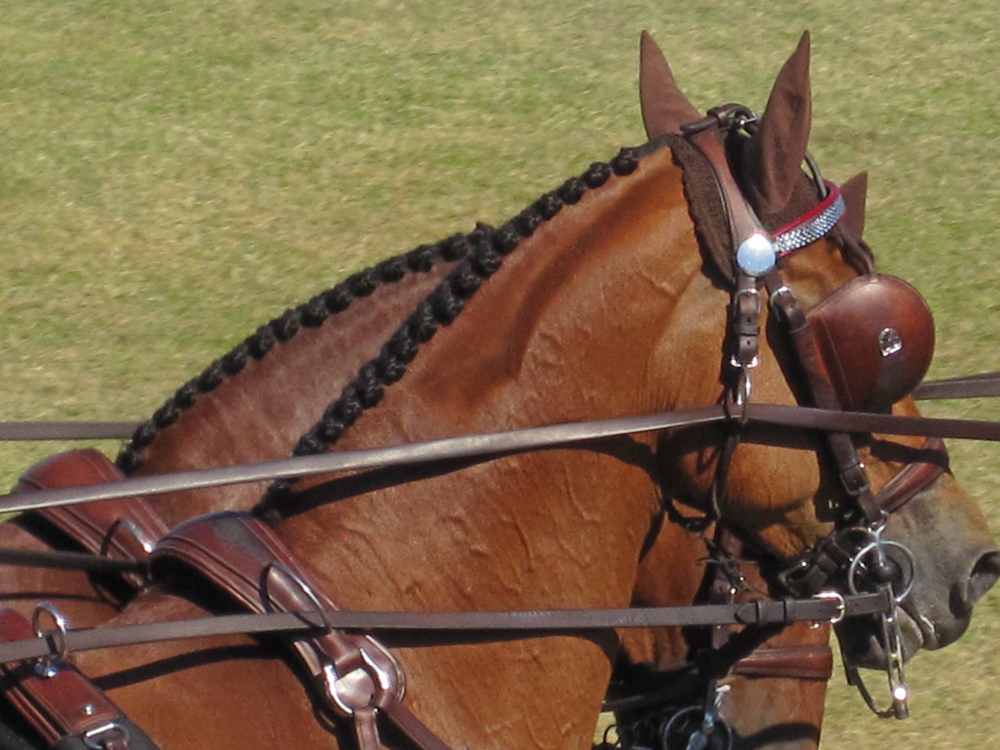
FEI Fahrsport: Leinenaugen am Kopfgestell, Halsriemen und am Kammdeckel, Pferde haben Kopffreiheit nach oben und unten, entspannte Kopfhaltung

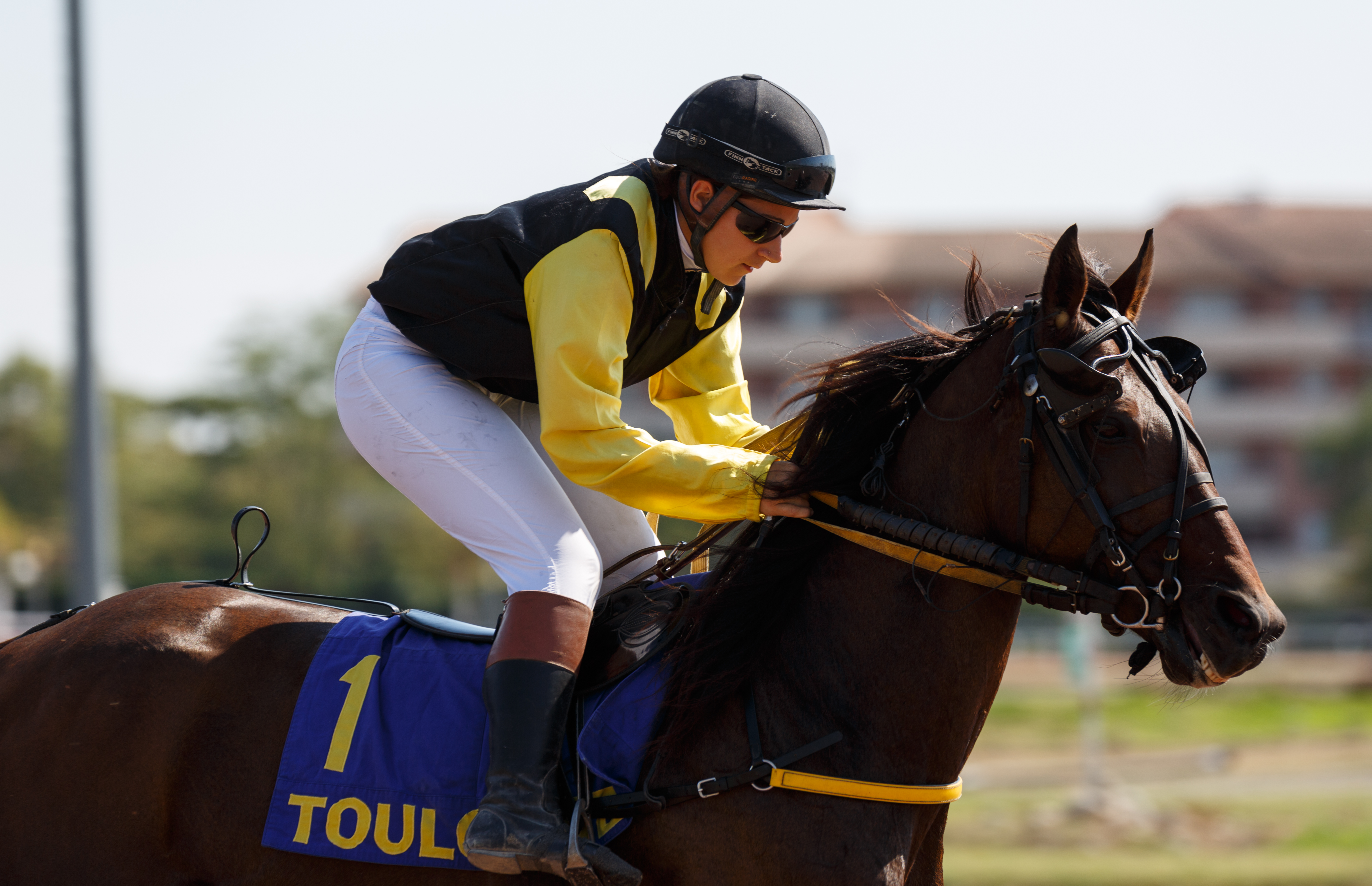
Aufsatzzügel beim Trabrennen unterm Sattel, das Pferd trägt Vorderzeug, damit der Sattel nicht verrutscht

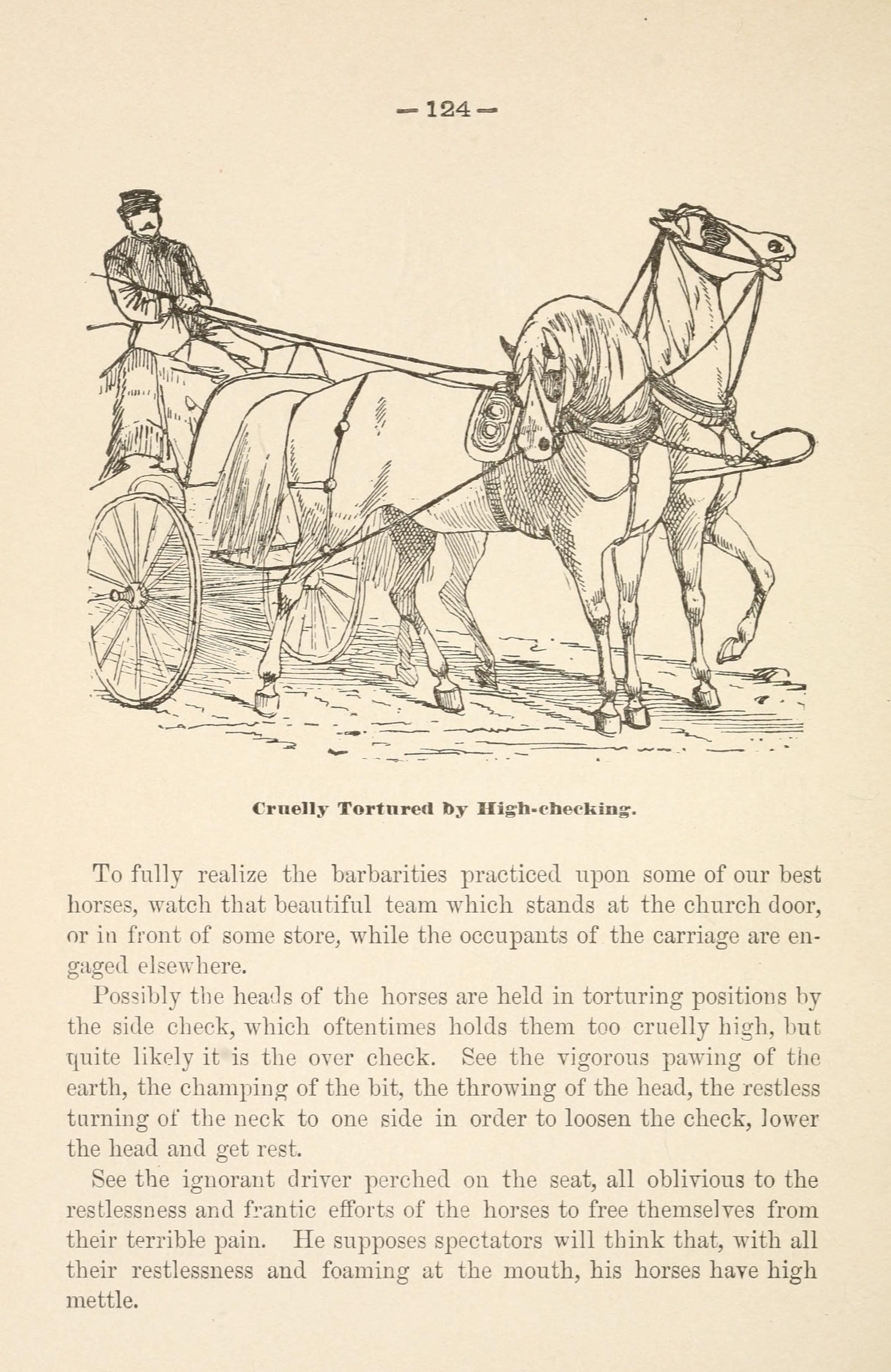
Kritik am Aufsatzzügel, (Gleason, Macleod, Boston, 1892)

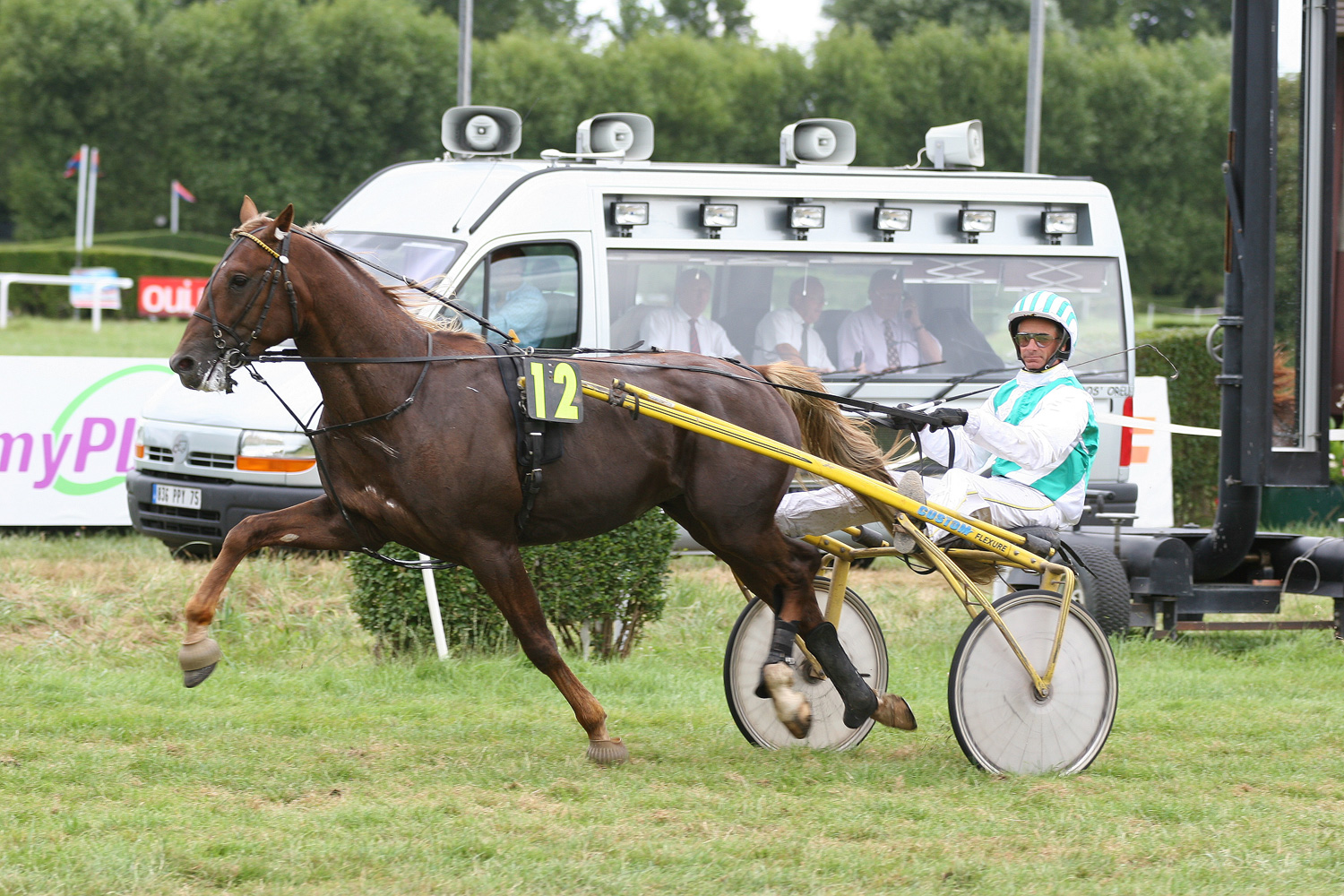
Aufsatzzügel bei einem Renntraber, das Pferd hat kein Brustblatt für den Zug

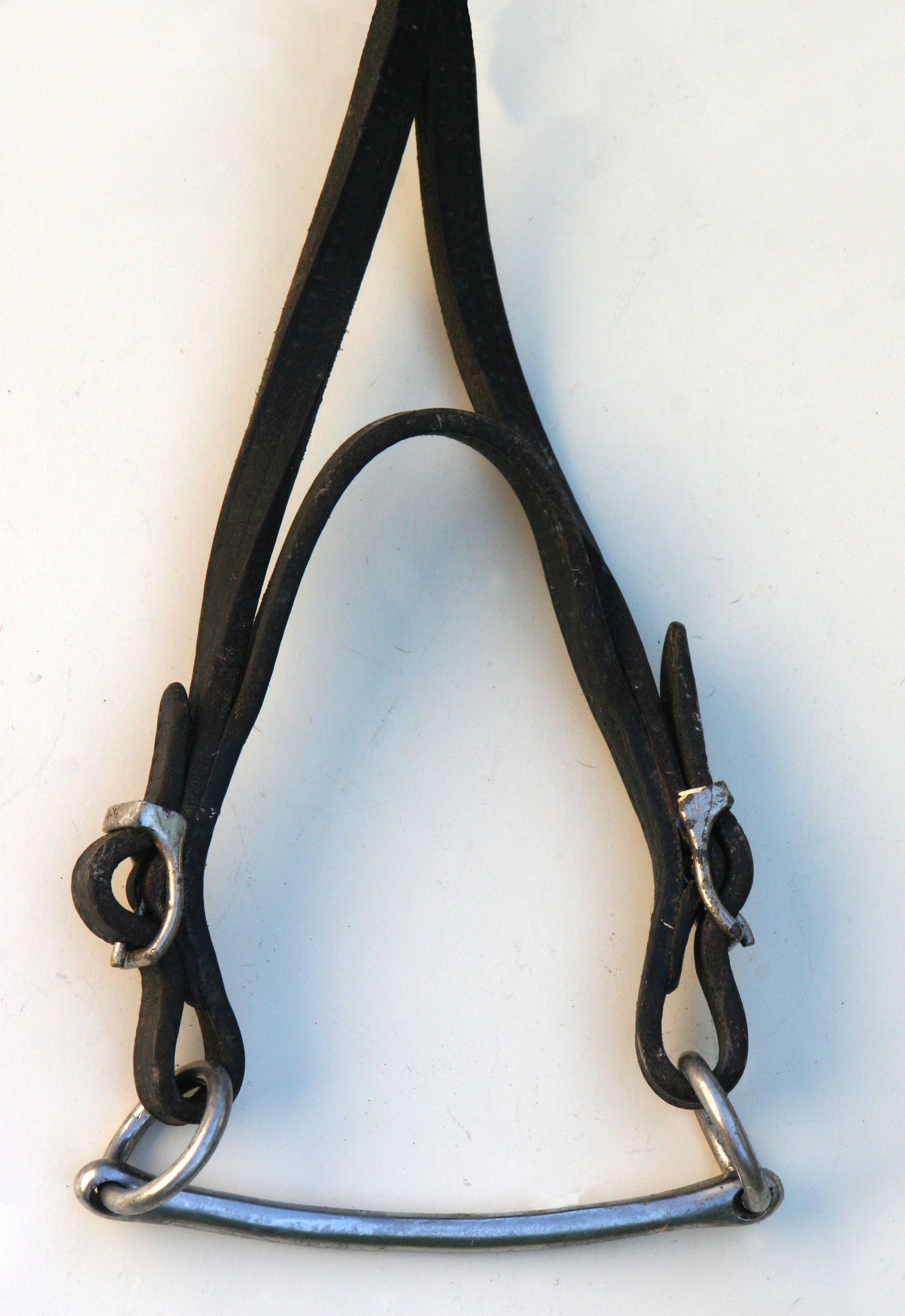
Overcheckriemen mit Stangengebiss

Ein Aufsatzzügel (engl. Overcheck) ist ein Hilfszügel, der eine höhere Kopfhaltung des Pferdes bewirkt. Er besteht aus Riemen, die von einem Gebiss über den Nacken zu Befestigungspunkten am Geschirr in Widerristgegend verläuft.
In der modernen Fachliteratur findet sich wenig zu Aufsatzzügeln, weil sie im FN Fahrsport ungebräuchlich und gemäß LPO auf Turnieren nicht erlaubt sind.

## Verwendung
Der Aufsatzzügel wird vorwiegend im Trabrennsport, aber auch bei Gangpferden verwendet.
Im Rahmen der Hippotherapie hat sich eine moderate seitlich geführte Version des Aufsatzzügel bewährt (engl. side check), um Patienten den Schrecken oder das Unsicherheitsgefühl zu ersparen, das sie befallen könnte, wenn das Pferd mit dem Hals nach unten abtaucht. Diese Form des Aufsatzzügels wird wie ein Ausbinder seitlich am Gurt verschnallt, nicht über das Genick, sondern seitlich an den Backen geführt und zusammen mit einer normalen Wassertrense verwendet.
In den USA wird der Aufsatzzügel bei Fine Harness- und Pleasure Driving-Wettbewerben auch heute noch verwendet. Als Begründung wird angegeben, der Aufsatzzügel verhindere, dass sich die Leine in Deichsel oder Schere verfängt, wenn das Pferd den Kopf herunternimmt. Zur Leinenführung dienen im Fahrsport normalerweise Leinenaugen, die auch an einem Zusatzriemen befestigt werden können, wenn sie an dem für das Pleasure Driving typischen schmalen Brustblatt mit schmalen Halsriemen keinen Platz finden.

## Geschichte
Der Aufsatz-Zügel war im 18. und 19. Jahrhundert bei Kutschpferden weit verbreitet, da man die hohe Kopfhaltung, den herausgedrückten Unterhals und den weggedrückten Rücken schön fand. Je nach Mode wurde er extrem kurz verschnallt. Unsachgemäßer Gebrauch führte zu chronischen Rücken-Problemen und Schäden an der Wirbelsäule. In der älteren Literatur wird der Aufsatzzügel einhellig als Tortur für die Pferde verdammt.
Jedoch verschwand er im Kutschpferdebereich erst, nachdem der 1877 erschienene populäre Pferderoman Black Beauty ein breites Publikum auf die damit verbundene Tierquälerei aufmerksam machte. In England wurde die Anti-Bearing Rein Association gegründet, mit dem Ziel die Verwendung von Aufsatzzügeln zu beenden. In Kanada verfolgte die Canadian Society of Cruelty to Animals ähnliche Ziele.

## Overcheck im Trabrennsport
Der Riemen des Aufsatzzügels führt von einem zusätzlichen Gebiss über den Kopf des Pferdes (zwischen den Ohren durch) dem Mähnenkamm entlang bis zur Befestigung am Geschirrselett. Je kürzer der Riemen eingestellt wird, umso höher wird dadurch der Pferdekopf gestellt. Der Traber hat im Verlauf des Rennens die Möglichkeit, sich auf dieses fixe Gebiss „zu lehnen“, ohne dem Fahrer dadurch übermäßig „in die Hand zu gehen“. Außerdem soll der Aufsatzzügel durch die aufgerichtete Kopf-Hals-Haltung verhindern, wenn das Pferd im Rennverlauf schon etwas müde ist, sich nach vorne fallen zu lassen, um anschließend zu galoppieren (einzuspringen).
Scheck-Gebisse im Trabrennsport dürfen aus Metall (blank, lederüberzogen, gummiüberzogen) aus Leder, Gummi oder Kunststoff bestehen. Die Mindeststärke am Maulwinkel beträgt ⌀ 6 mm. Im deutschen Trabrennsport sind folgende Gebissformen für den Overscheck erlaubt:
- Gebrochen

- Stange (gerades Stagengebiss ohne Anzüge)

- McKerron (ungebrochenes Kandarengebiss mit Löffel in der Zungenmitte, der Druck auf den Gaumen ausübt)
- Entenschnabel-Scheck (ungebrochen, mit Löffel nach vorne und hinten in der Zugenmitte)
- Frisco-June (gebrochenes, lederüberzogenes Schenkel-Gebiss, mit Kinnriemen, der durch seitliche Ösen geführt wird, an den Enden des Kinnriemens sind Ringe, in die etwas eingeschnallt werden kann)
- Paletten-Scheck (besteht aus zwei parallelen Stangen im Abstand von einigen Zentimetern, die mittig mit einem breiten Metallsteg verbunden sind, an allen vier Stangenenden befinden sich Ringe)
- Bügelscheck („Raymon-Scheck“, nicht mit einfachen Worten beschreibbar)
- Dewey-Scheck (nicht mit einfachen Worten beschreibbar)